# Centropyge abei
Centropyge abei е вид бодлоперка от семейство Pomacanthidae. Видът не е застрашен от изчезване.

## Разпространение и местообитание
Разпространен е в Индонезия (Сулавеси), Палау и Япония.
Обитава океани, морета и рифове. Среща се на дълбочина от 110 до 155 m.

## Описание
На дължина достигат до 9,1 cm.
Популацията на вида е стабилна.